# Sabu to Ichi Torimono Hikae
Sabu to Ichi Torimono Hikae (яп. 佐武と市捕物控 Сабу то Ити торимоно хикаэ, «Следствие ведут Сабу и Ити») — историческая манга Сётаро Исимори, с 1966 года публиковавшаяся в еженедельном журнале Shonen Sunday, с апреля 1968 перенесённая в журнал манги для мужчин Big Comic и выходившая в нём до окончания в апреле 1972 года. По манге было снято одноимённое аниме, трансляция которого по NET продолжалась с октября 1968 по сентябрь 1969 года.
Манга завоевала премию издательства Shogakukan в 1968 году. Также по её мотивам был создан телевизионный сериал-дорама, демонстрировавшийся по Fuji TV в 1981—1982 гг.

## Сюжет
Действие Sabu to Ichi Torimono Hikae происходит в период сёгуната Токугавы. Главными героями манги являются самураи Сабу (яп. 佐武), мастер дзюттэ-дзюцу, который работает под началом у полицейского детектива, и его друг, слепой Ити (яп. 市), владеющий искусством иайдо. Они путешествуют по Японии, помогая людям в расследовании таинственных происшествий, наказывая бандитов и коррумпированных чиновников.

## В ролях
- Кэй Томияма (серии 1-33), Макио Иноуэ (серии 34-52) — Сабу
- Тэйдзи Омия — Ити
- Рэйко Муто — Мидори
- Коити Китамура — Сахэйдзи
- Осаму Кобаяси — Танабэ
- Минори Мацусима — Мита
- Кадзуя Татэкабэ — Тэнсэн
- Экэн Минэ — Курата
- Кинто Тамура — Итихару